# Vladimír Glonek
Vladimír Glonek (* 13. ledna 1949) je bývalý slovenský fotbalista. Po skončení aktivní kariéry působil jako trenér.

## Fotbalová kariéra
V československé lize hrál za Spartak Trnava. Nastoupil ve 2 ligových utkáních, gól v lize nedal. S Trnavou získal v roce 1969 mistrovský titul.

## Ligová bilance
| Ročník                                   | Zápasy | Góly | Klub           |
| ---------------------------------------- | ------ | ---- | -------------- |
| 1. československá fotbalová liga 1968/69 | 2      | 0    | Spartak Trnava |
| CELKEM 1. liga                           | 2      | 0    |                |